# Kusŏng (ort i Nordkorea)
Kusŏng är en ort i Nordkorea.   Den ligger i provinsen Norra P'yŏngan, i den västra delen av landet, 110 km norr om huvudstaden Pyongyang. Kusŏng ligger 104 meter över havet och antalet invånare är 30 902.
Terrängen runt Kusŏng är kuperad norrut, men söderut är den platt. Runt Kusŏng är det tätbefolkat, med 297 invånare per kvadratkilometer. Kusŏng är det största samhället i trakten. Trakten runt Kusŏng består till största delen av jordbruksmark.